# Бабино (Болгария)
Ба́бино (болг. Бабино) — село в Болгарии. Находится в Кюстендилской области, входит в общину Бобов-Дол. Население составляет 282 человека.

## Политическая ситуация
В местном кметстве Бабино, в состав которого входит Бабино, должность кмета (старосты) исполняет Янко Софрониев Митев (ЛИДЕР) по результатам выборов.
Кмет (мэр) общины Бобов-Дол — Грети Йосиф Алексова (коалиция в составе 3 партий; Национальное движение «Симеон Второй» (НДСВ), Земледельческий народный союз (ЗНС), Союз демократических сил (СДС)) по результатам выборов.